# Henriikka Mäkelä
Henriikka Mäkelä (Vantaa, 8 februari 1997) is een Fins voetbalspeelster. Ze speelde van 2020 tot 2022 als keepster bij VV Alkmaar.

## Clubcarriere
Henriika Mäkela kwam in haar geboorteland uit voor PK-35 Vantaa en TiPS. Makela kwam voor haar studie sociologie aan de Universiteit van Amsterdam naar Nederland en ging voetballen voor de amateurs van SC Buitenveldert. Sinds 2019 kwam Mäkelä uit voor VV Alkmaar in de Vrouwen Eredivisie. Op 11 september 2020 maakte Mäkelä haar debuut voor de Alkmaarders in een met 0-4 verloren thuiswedstrijd tegen Ajax. Dat seizoen was Mäkelä eerste keepster en speelde ze alle wedstrijden. Ondanks dat de resultaten tegenvielen, genoot Mäkelä van haar eerste seizoen bij VV Alkmaar. Op 8 april 2021 verlengde Mäkelä haar contract met een jaar bij de Alkmaarders. In het seizoen 2021/22 verloor Mäkelä haar basisplaats aan Femke Liefting, maar door blessureleed bij Liefting keerde ze van oktober tot december 2022 terug in de basis bij VV Alkmaar. Op 7 mei 2022 maakte VV Alkmaar bekend dat Mäkelä de club had verlaten. Door gezondheidsproblemen kwam ze dat seizoen minder aan spelen toe.

## Statistieken
| Seizoen | Club         | Land      | Competitie    | Wedstrijden | Doelpunten |
| ------- | ------------ | --------- | ------------- | ----------- | ---------- |
| 2014    | PK-35 Vantaa | Finland   | Naisten Liiga | --          | --         |
| 2015    | PK-35 Vantaa | Finland   | Naisten Liiga | --          | --         |
| 2016    | PK-35 Vantaa | Finland   | Naisten Liiga | 14          | --         |
| 2017    | PK-35 Vantaa | Finland   | Naisten Liiga | 10          |            |
| 2018    | PK-35 Vantaa | Finland   | Naisten Liiga | 7           | --         |
| 2019    | TiPS         | Finland   | Naisten Liiga | 10          | --         |
| 2020/21 | VV Alkmaar   | Nederland | Eredivisie    | 20          | --         |
| 2021/22 | VV Alkmaar   | Nederland | Eredivisie    | 8           | --         |
| Totaal  | Totaal       | Totaal    | Totaal        | 69          | 0          |

Bijgewerkt t/m 19 maart 2024.